# Carl Joakim Brandt
Pour les articles homonymes, voir Brandt.
Carl Joakim Brandt (15 août 1817 à Nyborg - 27 décembre 1889 à Frederiksberg) est un pasteur et écrivain danois. Ses parents sont le vice-consul de Russie Rasmus Peter Brandt et Louise Esther (née Boesen).

## Biographie
Né le 15 août 1817, Carl Joakim Brandt est enseignant et directeur d'école pendant un certain temps.